# Stopplaats Zuidbroek dorp
Stopplaats Zuidbroek dorp (telegrafische code: zbd) is een voormalige stopplaats aan de spoorlijn Zuidbroek - Delfzijl, destijds aangelegd en geëxploiteerd door de Noordoosterlocaalspoorweg-Maatschappij (NOLS).
De stopplaats lag ten noordoosten van Zuidbroek en ten oosten van Uiterburen, beide gelegen in de toenmalige gemeente Zuidbroek (nu deel van Menterwolde). Aan de spoorlijn werd de stopplaats voorafgegaan door station Zuidbroek, waar meerdere spoorlijnen bij elkaar kwamen, en gevolgd door station Noordbroek. Stopplaats Zuidbroek dorp werd geopend op 5 januari 1910 en gesloten op 1 december 1934. Bij de stopplaats was een abri en een wachterswoning aanwezig. De straatnaam Halteweg stamt nog uit de tijd van de stopplaats.